# Ukrainische Badmintonmeisterschaft 2024
Die Ukrainische Badmintonmeisterschaft 2024 fand vom 7. bis zum 10. November 2024 in Kiew statt.

## Medaillengewinner
| Disziplin    | Gold                                 | Silber                           | Bronze                                  |
| ------------ | ------------------------------------ | -------------------------------- | --------------------------------------- |
| Herreneinzel | Artem Pochtarev                      | Vitaly Reva                      | Vladyslav Kunin                         |
| Herreneinzel | Artem Pochtarev                      | Vitaly Reva                      | Dmytro Schtscherbatjuk                  |
| Dameneinzel  | Anasstasija Alimowa                  | Sofia Lawrowa                    | Maria Koryagin                          |
| Dameneinzel  | Anasstasija Alimowa                  | Sofia Lawrowa                    | Raya Almalalkha                         |
| Herrendoppel | Witalij Konow Artem Pochtarev        | Hlib Beketow Iwan Druschtschenko | Walerij Atraschtschenkow Vitaly Reva    |
| Herrendoppel | Witalij Konow Artem Pochtarev        | Hlib Beketow Iwan Druschtschenko | Oleksandr Chirun Dmytro Schtscherbatjuk |
| Damendoppel  | Polina Buhrova Jewhenija Kantemir    | Sofia Lawrowa Maria Stolyarenko  | Anasstasija Alimowa Raya Almalalkha     |
| Damendoppel  | Polina Buhrova Jewhenija Kantemir    | Sofia Lawrowa Maria Stolyarenko  | Natalya Voytsekh Mariya Ulitina         |
| Mixed        | Iwan Druschtschenko Natalya Voytsekh | Witalij Konow Maria Stolyarenko  | Walerij Atraschtschenkow Polina Tkatsch |
| Mixed        | Iwan Druschtschenko Natalya Voytsekh | Witalij Konow Maria Stolyarenko  | Hlib Beketow Warwara Frolowa            |